# Alibi
Alibi és una pel·lícula estatunidenca dirigida per Roland West, estrenada el 1929.

## Argument
Chick Williams, un gàngster de l'època de la prohibició, torna a aplegar la seva trepa després de ser alliberat de la presó.
Quan un policia és assassinat durant un robatori, ell és el sospitós. Però el gàngster va agafar Joan, la filla d'un policia, al teatre, marxant durant l'entreacte per cometre el delicte, utilitzant-la per la seva coartada.

## Repartiment
- Chester Morris: Chick Williams
- Harry Stubbs: Buck Bachman
- Mae Busch: Daisy Thomas
- Eleanore Griffith: Joan Manning Williams
- Regis Toomey: Danny McGann

## Premis i nominacions

### Nominacions
- 1930: Oscar a la millor pel·lícula
- 1930: Oscar al millor actor per Chester Morris
- 1930: Oscar a la millor direcció artística per William Cameron Menzies[1]

## Òpera
També hi ha una òpera amb aquest nom escrita pel compositor alemany Gustav Schmidt, en la qual l'argument no té res a veure amb aquest film.